# Приход ночи
«Приход ночи» (англ. Nightfall), также в некоторых русских изданиях «И тьма пришла», «И пала ночь…», «Смерть Солнца» — рассказ американского писателя-фантаста Айзека Азимова, вышедший в 1941 году. Считается одним из лучших когда-либо опубликованных научно-фантастических рассказов.

## Сюжет рассказа
Рассказ повествует о жизни планеты Калгаш (Лагаш в адаптации), освещённой шестью солнцами. Каждые 2049 лет, без видимых на то причин, существующая там цивилизация гибнет. Учитывая, что вскоре это должно повториться, этот феномен пытается разгадать учёный Атон 77-й. Он находит ответ в древнем религиозном культе, чьи последователи утверждают, что раз в 2049 лет наступает Тьма, а на небе появляются «Звёзды», высасывающие из людей души. Атону 77-му удаётся объяснить религиозные верования с помощью астрономических расчётов и археологических доказательств: раз в 2049 лет на Лагаше наступает ночь, а местные жители, видевшие темноту лишь в пещерах, сходят с ума от неописуемого ужаса. Но люди отказываются верить Атону. В надежде спасти от безумия хотя бы членов семей его коллег-учёных, он готовит для них убежище, а сам вместе с несколькими соратниками остаётся в обсерватории своего университета в надежде заснять наступление ночи и передать эти знания будущим поколениям.

## Сюжет романа
Сюжет составлен по переработанному в 1990 году роману и отличается от основного рассказа, опубликованного в 1941 году.

### Часть I. «Сумерки»
Археолог Сиферра из университета Саро после бури в пустыне на Сагиканском полуострове находит на раскопках древнего города Беклимот следы других ещё более древних городов, расположенных слоями друг над другом, развалины городов разделяют толстые слои угля. Это свидетельствовует о страшном пожаре, который раз за разом разрушал город, но на его месте отстраивали новые. Она находит таблички с древними письменами и спешит в университет с своим открытием.
Тем временем психолог Ширин расследует трагические происшествия на аттракционе «Таинственный туннель» Джонглорской Столетней выставки. Этот аттракцион представляет собой тёмный туннель, по которому посетители едут на вагончиках. Из-за того, что темнота — противоестественное явление на планете, где царит вечный день, посетители испытывали расстройства психики, а несколько человек даже сошли с ума или погибли. Психолог решает опробовать аттракцион, и, так как пятнадцатиминутная поездка не обошлась без последствий даже для него, выносит заключение об опасности этого аттракциона.
В это же время молодой астроном Биней обнаруживает некоторые несоответствия теории всемирного тяготения с действительными данными и отклонение орбиты Калгаша от предполагаемой. Он обсуждает это открытие со своим лучшим другом, журналистом Теремоном, который советует ему пойти к Атору, старейшему учёному обсерватории Саро. Биней боится идти к нему, так как именно Атор вывел теорию всемирного тяготения и мог болезненно воспринять тот факт, что его теория опровергнута. Но к удивлению молодого человека, Атора не огорчает это открытие и он сам решает возглавить работу над поиском причины отклонения орбиты. К этому моменту в Саро прибывают Ширин и Сиферра. Археолог предоставляет свои открытия и пытается перевести таблички с письменами. Ширин же просто встречается с Бинеем и Теремоном и входит в курс дела.
В это время влиятельная секта Апостолов Пламени, руководимая пророком Мондиором, утверждает, что вскоре придёт Ночь, когда на небе не будет ни одного солнца, а на небе появятся Звёзды. При этом они указывают точную дату наступления Ночи, и эта дата — уже через год. Теремон, в связи с большим интересом, вызываемым этой сектой у читателей, просит пророка Мондиора об интервью. Вместо пророка, который занят подготовкой к Ночи, интервью ему даёт Фолимун, высокопоставленный священник секты.
После утомительной работы Атор выдвигает единственное правдоподобное предположение, почему орбита Калгаша отклоняется. Всему виной «невидимый» спутник, названный Калгашем Вторым, который может вызывать возмущение орбиты Калгаша. Невидим он потому, что свет, отражённый спутником, не виден на постоянно освещённом небе. Позже выяснилось, что он мог вызвать затмение, когда на небе остаётся только одно солнце. Момент, когда на небе светит только одно из шести солнц, бывает крайне редко, примерно раз в 2 года, поэтому несложно было вычислить, когда предполагаемый спутник может закрыть единственное на небе солнце. Это происходило каждые 2049 лет, и новое затмение будет довольно скоро, примерно через год. Вычисленная дата полностью совпала с датой, когда секта Апостолов Пламени предсказывала Приход Ночи.

### Часть II. «Приход ночи»
Мир игнорирует все предупреждения учёных обсерватории Саро о грядущей катастрофе. Теремон не верит в то, что катастрофа случится, и критикует в СМИ и учёных, и фанатиков, тем самым разорвав с ними дружеские отношения. Таблички, найденные Сиферрой, были украдены, причём, вероятнее всего, Апостолами Пламени. После того, как Атор понял, что бесполезно надеяться на спасение всего мира, он организует Убежище для всех коллег, знакомых и их семей. Изучая Книгу Откровений, он заметил одну интересную вещь — Звёзды. Этого явления он объяснить не мог, поэтому в решающий час решил остаться и заснять его с помощью телескопов. Вместе с ним остаются Биней, Сиферра, Ширин, Теремон и некоторые молодые аспиранты обсерватории.
Перед затмением в обсерваторию проникает высокопоставленный член Апостолов Фолимун, который приказывает им убрать телескопы и уничтожить все научные данные, угрожая вторжением толпы фанатиков. Учёные отказываются прекратить исследования. В обсерваторию врывается толпа, ведомая Апостолами Пламени.
Спутник закрывает последнее оставшееся на небосклоне светило — происходит полное затмение, и на тёмном небе становятся видны Звёзды. Оказывается, что Калгаш находится в центре звёздного скопления, и невообразимо не только количество видимых Звёзд, но и их размеры. Рассудок людей не способен справиться с этим видом — и открывшаяся картина сводит с ума даже учёных, которые тренировались переносить полное отсутствие света.

### Часть III. «Рассвет»
После ужасной Ночи по земле бродят толпы сумасшедших. Сожжены города, повсюду горы трупов. Учёный Атор был убит толпой в обсерватории. Для остальных учёных Ночь не проходит бесследно, и большинству из них требуется несколько дней, чтобы отойти от шока. Биней отправляется в Убежище и находит там свою сожительницу Раисту, которая говорит, что все ушли в национальный парк Амгандо для формирования нового правительства, а она осталась, чтобы дождаться его. Они отправляются туда. Ширин приходит в опустевшее убежище. Он находит записку Бинея и тоже решает отправиться в парк. По пути он встречает Теремона, рассказывает ему о предшествующих событиях и просит его пойти вместе с ним. Теремон отказывается, желая сначала найти Сиферру, а потом только отправиться в Амгандо. Ширин уходит один и по пути погибает от рук сумасшедших. Сиферра последняя направляется в Убежище и застаёт там Пожарный патруль, целью которого является судить на месте тех, кто поджигает здания. Патруль фактически претендует на верховную власть в Саро и стремится прогнать из города Апостолов, занявших его северную часть. Она решается присоединиться к Патрулю.
Патруль арестовывает Теремона, готовящего пищу, но Сиферра вступается за него. Теремону предлагают вступить в Патруль, но он отказывается и убеждает Сиферру отправиться с ним в Амгандо. После нескольких дней пути по шоссе, ведущему в сторону Амгандо, они натыкаются контрольно-пропускной пункт правительства Реставрации. Там же они встречают Бинея, который сообщает Теремону, что целая армия секты Апостолов движется на Амгандо, разгоняя попутно все новообразованные правительства. Апостолы намерены сделать то же самое в Амгандо: свергнуть любое правительство и объявить себя единственной законной властью в Федеративной Республике.
В надежде спасти Амгандо Теремон и Сиферра спешат в парк, но по пути их нагоняют Апостолы на грузовиках. Пара попадает к ним в плен, где Фолимун рассказывает им, что пророка Мондиора никогда не существовало, а настоящим главой Апостолов является он. Он говорит, что он хочет работать совместно с учёными, которые остались в живых, и прочими здравыми, разумными людьми, собравшимися в Амгандо. Они получат места в правительстве, формируемом Апостолами. Правление Апостолов усмирит нестойкий, суеверный народ, по крайней мере на одно-два поколения. Тем временем, учёные систематизируют те знания, которые сумели спасти, и вместе с Апостолами вернут мир к рациональному мышлению, как бывало уже не раз. Только на сей раз подготовку к затмению можно будет начать лет за сто и предупредить самое худшее: массовое помешательство, поджоги, повальные разрушения. Теремон и Сиферра понимают, что Апостолы — единственная надежда на спасение будущих поколений, и присоединяются к ним.

## Главные герои
- Атор — старый учёный, основоположник закона тяготения.
- Биней — молодой астроном, нашедший «брешь» в теории Атора.
- Ширин — полноватый психолог, доказавший, что даже минута во Тьме для жителей Калгаша может привести к смерти или потере рассудка.
- Сиферра — женщина-археолог, которая обнаружила доказательства наступления Тьмы в древних, ранее не изученных раскопках.
- Теремон — журналист, друг Бинея, был посвящён в теорию о наступлении Тьмы с самого её обнаружения.

## Экранизации
- Первый раз «Приход ночи» был экранизирован в 1988 году, ещё при жизни Азимова. Снятый фильм (в русском переводе «Сумерки») получился достаточно далёким от оригинала, вследствие чего оказался негативно воспринятым как почитателями творчества писателя, так и им самим.
- Во второй раз рассказ был экранизирован в 2000 году (англ.)[2], но снятый фильм также не получил широкой известности.
- В этом же году на экраны вышел блокбастер «Чёрная дыра», и, учитывая некоторую схожесть сюжетов фильма и рассказа, а также то, что его рабочее название было «Nightfall», появилось распространённое мнение, что сценаристы «Чёрной дыры» черпали вдохновение именно из «Прихода ночи».

## Публикации
- В сборнике: Путь марсиан. — М.: Мир, 1966. — С. 80—129. — 424 с.
- В антологии: Чего стоят крылья. — М.: Советская Россия, 1989. — С. 456—465. — 528 с. — 100 000 экз. — ISBN 5-268-00279-1.
- В серии: Отцы-Основатели. — М.: Эксмо, 2009. — Т. 6. — 672 с. — 3000 экз. — ISBN 978-5-699-27604-2.

## Дополнительная информация
В 1970 году рассказ «Приход ночи» был включён в первый том антологии «Science Fiction Hall of Fame», которая считается одним из качественнейших сборников научной фантастики. Её составителем был Роберт Силверберг. В 1990 году Азимов и Силверберг переработали рассказ в одноимённый роман, сюжетная линия которого была развита и усложнена по сравнению с первоисточником, а название планеты, где происходит действие произведения, было изменено с «Лагаш» на «Калгаш».